# متحف جامعة الخليل
متحف جامعة الخليل هو متحف أكاديمي وتراثي فلسطيني، أُسس في عام 2010 ، يقع المتحف في حرم جامعة الخليل في مدينة الخليل بالضفة الغربية. يحتوي على مواد أثرية تعود إلى العصور البرونزية وعلى توابيت فخارية تعود إلى العصر الروماني في فلسطين.

## الرسالة والأهداف
تتبلور رسالة المتحف على سعيه إلى رواية قصة التاريخ الاجتماعي عبر مراحل التطور الرئيسي بأسلوب منهجي يسهل على الزائر فهم القصة الحضارية للشعب الفلسطيني من خلال معروضات تم اعدادها واختيارها بشكل مفهوم لجميع فئات المجتمع والزوار على حد سواء باعتباره وعاء حافظ لما تركه الاجداد من موروثات تمثل اساليب حياتهم وعاداتهم وتقاليدهم التي أصبحت رمزاً.

### الأهداف
- إبراز دور جامعة الخليل في الحفاظ على التراث والتاريخ الفلسطيني، تسليط الضوء على مساهمتها في مجالات التعليم والثقافة.
- تسليط الضوء على جوانب التاريخ الفلسطيني القديم، والتعريف بالحضارات التي تعاقبت على ارض فلسطين وما أنجزته في مختلف العصور والمجالات.
- نشر المعرفة التاريخية وتعزيز الالتزام الوطني بين الأجيال الصاعدة.
- تنمية الذوق الفني والإدراك الجمالي للاثار، بما يسهم في تعزيز الوعي بقيمتها الحضارية.
- حماية الموروث الثقافي والحضاري الفلسطيني من محاولات الطمس والسرقة، والتصدي للسياسات الإسرائيلية الهادفة إلى تشويه الحقائق التاريخية.
- ترسيخ فهم أعمق لتاريخ الأمة الفلسطينية من خلال جعل المتحف مؤسسة علمية وثقافية تساهم في توعية المواطنين بأهمية التراث ودوره في الهوية الوطنية.

## الأنشطة
- تشجيع الزيارات إلى المتحف من مختلف فئات المجتمع، بما في ذلك طلاب المدارس والجامعات، وأفراد المجتمع المحلي.[4]
- تنظيم رحلات تعليمية لطلبة الجامعات والمدارس إلى المواقع الأثرية والتاريخية.
- إصدار كتيبات ونشرات إعلامية تعريفية بالمواقع الأثرية الفلسطينية.
- عقد محاضرات وحلقات دراسية، ومؤتمرات متخصصة في مجالات التاريخ والأثار.
- توثيق الاكتشافات الأثرية وعرضها بأساليب علمية ومبسطة للجمهور.

## الأقسام
- قسم الفخار ، ويتكون من سبع خزائن تحتوي على قطع وأواني فخارية تمتد من العصور الحجرية الحديثة وحتى الفترة العثمانية.

- قسم المسكوكات، ويتكون من خزانتين تحتوي على قطع نقدية من عصور مختلفة مثل العصر اليوناني، وروماني ، بيزنطي، اموي، عباسي ، فاطمي، ايوبي ، مملوكي ، والعثماني.

- قسم الإكسسوارات والاسلحة، يتكون من خزانة تحتوي على اكسسوارت وخرز وأسرجة وادوات تجميل مصنوعة من النحاس والحديد، وكذلك اسلحة من عصور مختلفة واهمها الخنجر الموجود في المتحف والذي يعود للعصر البرونزي المتوسط.

- قسم الحجر ويضم غرفة تحتوي على ادوات حجرية مثل قواعد الأعمدة المزخرفة، معاصر زيت الزيتون، توابيت حجرية، طاحونة حجرية.
- مكتبة، تحتوي على العديد من الكتب والوثائق المتعلقة بعلم الآثار والتراث الفلسطيني.
- قاعة محاضرات.

## مقتنيات

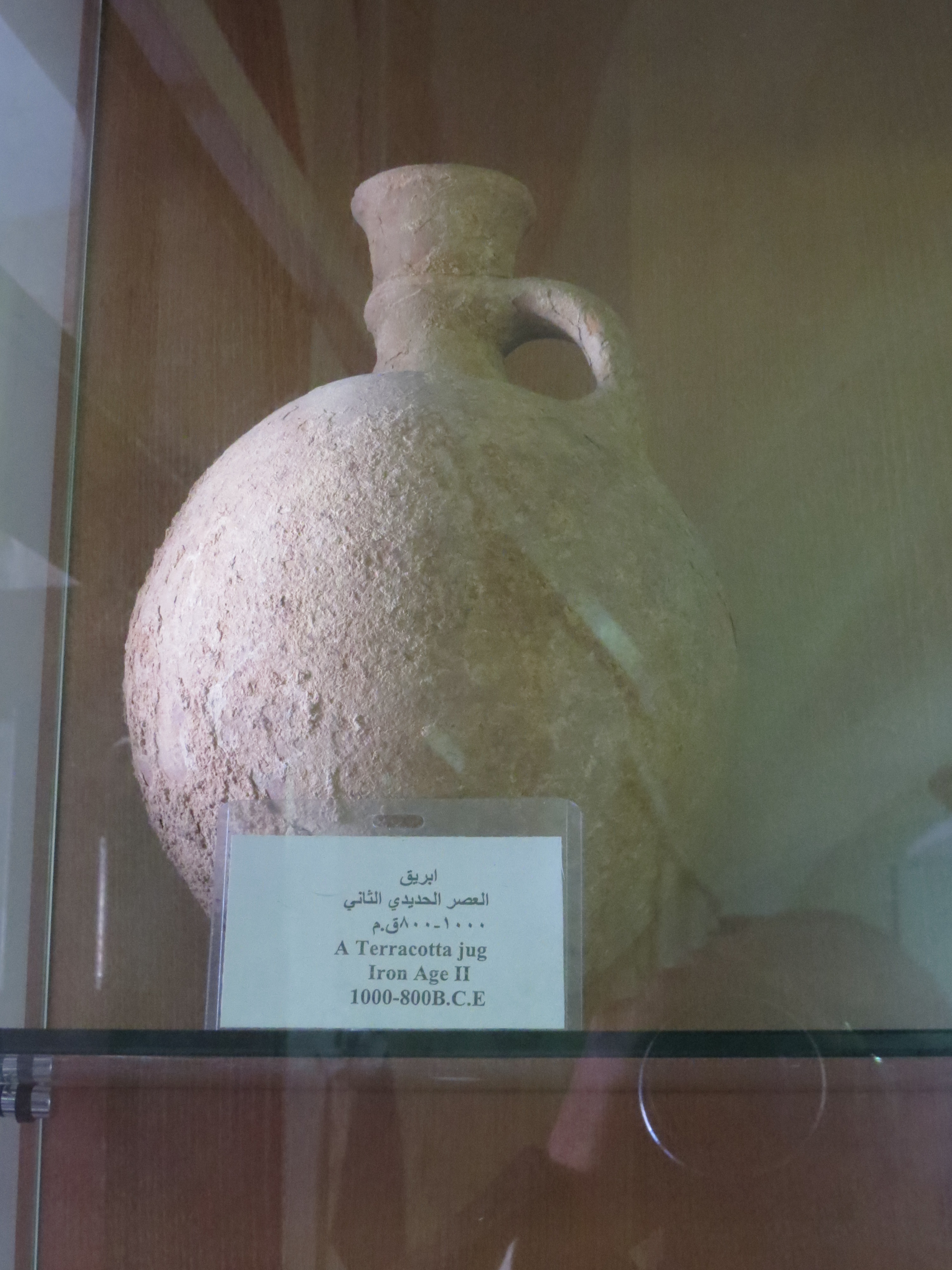
إبريق العصر الحديدي الثاني
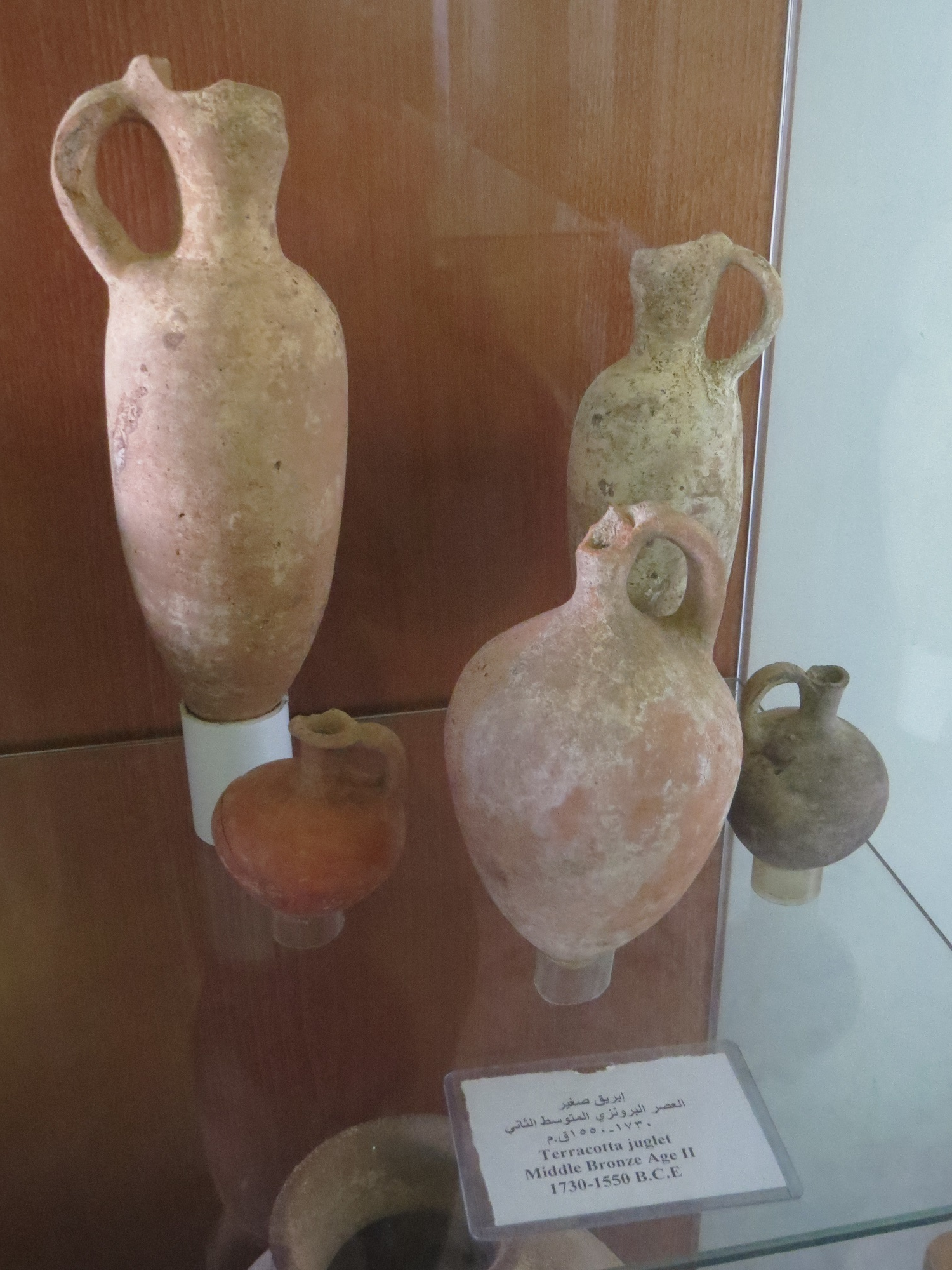
إبريق صغير، العصر البرونزي المتوسط الثاني
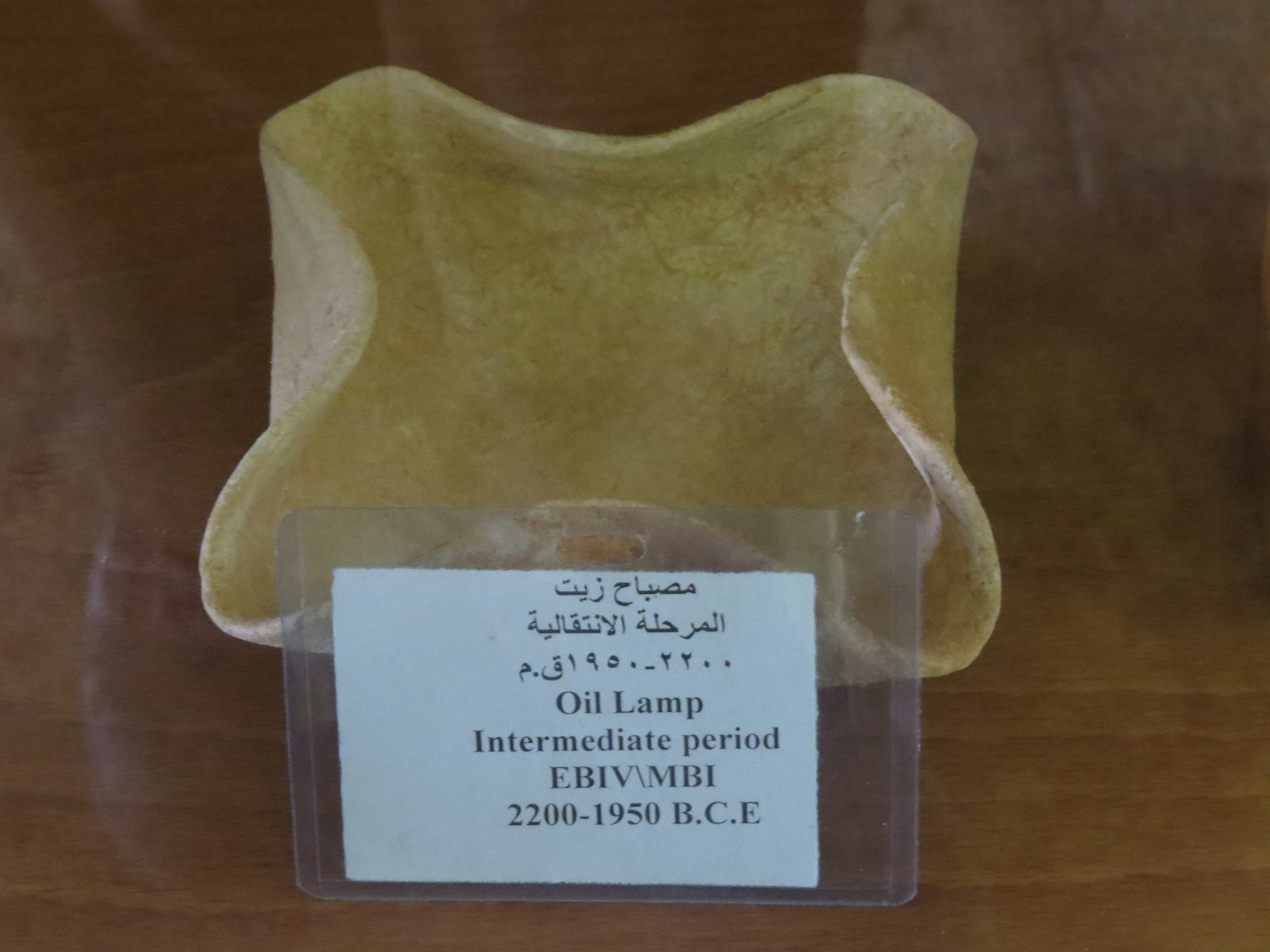
مصباح زيت، المرحلة الإنتقالية 2200-1950 ق.م
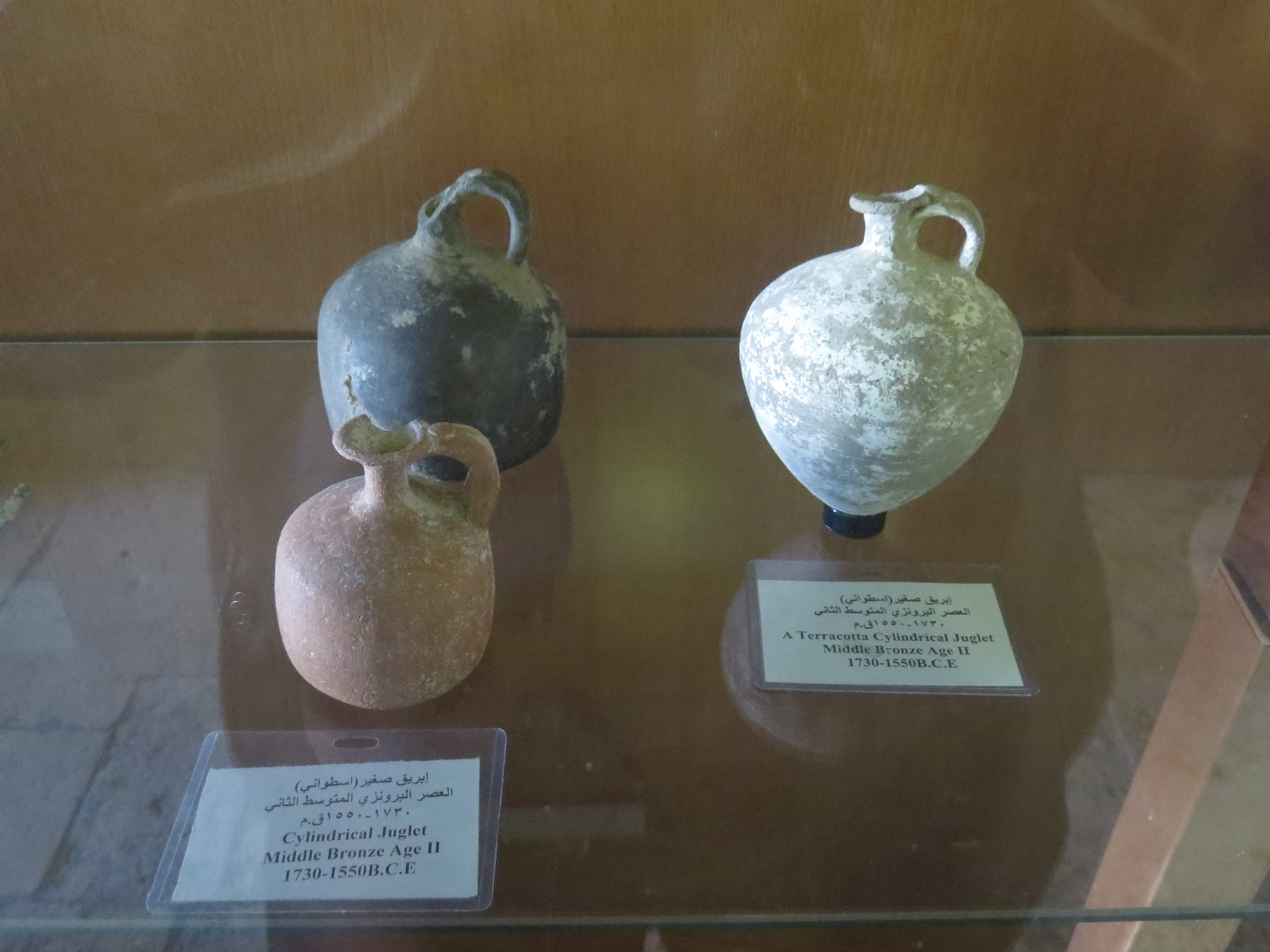
إبريق صغير، العصر البرونزي المتوسط الثاني